# Rio Balvanyos
O Rio Balvanyos é um rio da Romênia afluente do Rio Turia, localizado no distrito de Covasna.